# Distretto di Kaş
Il distretto di Kaş (in turco Kaş ilçesi) è uno dei distretti della provincia di Adalia, in Turchia.